# Strzępotek edypus
Strzępotek edypus (Coenonympha oedippus) – motyl dzienny z rodziny rusałkowatych.

## Wygląd
Rozpiętość skrzydeł od 34 do 40 mm, dymorfizm płciowy słabo zaznaczony.

## Siedlisko
Podmokłe łąki, torfowiska niskie.

## Biologia i rozwój
Wykształca jedno pokolenie w roku (połowa czerwca-połowa lipca). Rośliny żywicielskie: trzęślica modra, marzyce i prawdopodobnie inne turzycowate. Jaja w liczbie 80–120 składane są pojedynczo na roślinach żywicielskich lub w ich pobliżu. Larwy wylęgają się po tygodniu, zimują w drugim lub trzecim stadium wzrostowym. Stadium poczwarki trwa 1–2 tygodni.

## Rozmieszczenie geograficzne
Gatunek eurosyberyjski, w Polsce występuje na kilku stanowiskach w Narwiańskim Parku Narodowym, w okolicach Chełma i na Zamojszczyźnie. Dawniej występował w Puszczy Białowieskiej, ale wyginął. Jeden z najbardziej zagrożonych gatunków motyli w Europie.

## Zagrożenia i ochrona
W Polsce gatunek objęty ochroną ścisłą. Zamieszczony również w załączniku II i IV dyrektywy siedliskowej.